# 响水镇 (保亭县)
响水镇，是中华人民共和国海南省保亭黎族苗族自治县下辖的一个乡镇级行政单位。

## 行政区划
响水镇下辖以下地区：
大本村、什龙村、什月村、响水村、合口村、什邱村、毛岸村和陡水河村。